# Alessandro Scarlatti
Alessandro Scarlatti (1660-1725) là nhà soạn nhạc, nhạc trưởng, nhà sư phạm người Ý thuộc thời kỳ Baroque. Ông là cha của nhà soạn nhạc Domenico Scarlatti.

## Cuộc đời và sự nghiệp
Alessandro Scarlatti sinh ngày 2 tháng 5 năm 1660 tại thành phố Palermo của Ý, lúc bấy giờ thuộc quyền thống trị của Đế quốc Tây Ban Nha. Năm 1672, ông được thụ giáo với nhạc sư Carissimi. Năm 1679, Scarlatti có sáng tác opera thành công đầu tiên, qua đó ông nhận được chức vụ nhạc trưởng của triều đình nữ hoàng Kristina của Thụy Điển khi ấy đang cư trú tại thành Roma. Đồng thời nhà soạn nhạc người Ý còn chỉ đạo dàn nhạc và hợp xướng của nhà thờ. Từ năm 1684 đến năm 1702, Scarlatti là nhạc trưởng cung đình và là nhà soạn nhạc về opera cho phó vương vùng Napoli. Cho đến năm 1725, ông thường xuyên làm việc ở Roma và Napoli cho nhiều triều đình, nhà thờ và một thời gian giảng dạy tại Nhạc viện Santa Maria di Lopeto thuộc thành phố Napoli.
Ông qua đời ngày 24 tháng 10 năm 1725 tại Napoli.

## Phong cách sáng tác
Alessandro Scarlatti là người đóng vai trò quan trọng trong sự phát triển của nghệ thuật opera, là một trong những đại diện lớn nhất của trường phái opera ở thành phố Naples. Sáng tác của ông đã tích hợp và củng cố vững chắc những nét tiêu biểu trong thể loại opera kinh điển trường phái Naples, khẳng định cả một thời đại trong lịch sử opera. Ông là người hoàn chỉnh hình thức aria 3 đoạn (aria da capo) có mở đầu bảng một đoạn hát nói (recitative), hoàn chỉnh loại nhạc mở màn (overture) của vở opera, cấu trúc thành 3 tốc độ chuyển động (movement) nhanh-chậm-nhanh, đưa vào opera lối hát kỹ xảo coloratura và ông còn nhiều cống hiến khác trong việc thay đổi opera.

## Các tác phẩm
Alessandro Scarlatti đã sáng tác 115 vở opera, trong đó chỉ có 1 vở opera hài (có 64 vở được lưu giữ toàn bộ hoặc một phần); khoảng 20 bản oratorio; 10 bản mixa; 660 bản cancata, motet, madrigal, serenade; những tác phẩm hòa tấu nhạc cụ cùng nhiều tác phẩm cho đàn organ.